# Chińskie Towarzystwo Taoistyczne
Chińskie Towarzystwo Taoistyczne (chiń. 中国道教协会; pinyin Zhōngguó Dàojiào Xiéhuì) – oficjalnie zarejestrowany taoistyczny związek wyznaniowy w Chińskiej Republice Ludowej. Podporządkowany jest kontroli państwowej.
Towarzystwo zostało powołane do życia w 1957 roku. Było to pierwsze w historii Chin ogólnokrajowe zrzeszenie taoistyczne, obejmujące swoim zasięgiem wszystkie odłamy tej religii. Organizacja znacznie ucierpiała w trakcie kampanii przeciwko prawicowcom (której ofiarą padł m.in. jej pierwszy przewodniczący, Yue Chongdai) i całkowicie rozbita podczas antyreligijnych prześladowań okresu rewolucji kulturalnej. Odrodzenie Chińskiego Towarzystwa Taoistycznego nastąpiło po 1979 roku. Współcześnie organizacja ta posiada szereg lokalnych oddziałów w całych Chinach i sprawuje nadzór nad życiem religijnym taoistów w ChRL.
Siedziba Chińskiego Towarzystwa Taoistycznego mieści się w Świątyni Białego Obłoku w Pekinie.